# Poslední komando
Poslední komando (angl. The Last Command) je němý dramatický film režiséra Josefa von Sternberga z roku 1928 s Emilem Janningsem v hlavní roli. Film získal Oscara za nejlepší mužský herecký výkon. Jannings se stal prvním hercem, který byl oceněn touto cenou.

## Děj
Píše se rok 1928 a v Hollywoodu se režisér Leo Andrejev (William Powell) chystá natočit film. Když hledá v hromadě fotografií adepta na generála, padne mu zrak na zdatného, postaršího Sergiuse Alexandera (Emil Jannings). Pověří svého asistenta (Jack Raymond), aby ho kontaktoval a pozval na zkoušky druhý den ráno. Hned v šest hodin se Sergius dostaví před studia, aby byl vpuštěn s armádou dalších komparzistů. V šatně se převléká, když mu vedle sedící kolega vytkne, že se nemůže soustředit, protože pořád kýve hlavou. Sergius mu vysvětluje, že za to nemůže, že je to důsledek velkého šoku, který kdysi zažil.
Děj filmu se pak přesune o víc než deset let dozadu. Je rok 1917, v Rusku probíhá socialistická revoluce a carův bratranec, generál Sergius Alexander, je vůdčím velitelem carské armády. Je informován, že se podařilo odhalit dva revolucionáře vydávající se za filmaře. Když jeden z nich, Leo Andrejev, je příliš drzý, Sergius ho zbičuje a pošle do vězení. Druhým revolucionářem je krásná Natália Dabrova.
Generál si Natálii vezme do svého paláce, kde mu dělá společnost. Zprvu se ji to protiví, ale postupem času zjišťuje, že Sergiusova láska k Rusku ji nesmírně imponuje. Dostává perly jako dárek. I přesto se rozhodne ho zastřelit. Schová si zbraň pod polštář a pozve generála na šálek čaje do své komnaty. On si pistole všimne a schválně jde Natálii pro cigarety přes celou místnost. Věří, že nemá dost kuráže ho zabít. A tak se stane. Natálie propukne v pláč a vyzná velkému vojevůdci lásku.
Natáliin společník Leo uteče z vězení. Přidá se k bolševikům, kteří chtějí generálův vlak zastavit. V tu chvíli se Natálie přidá na stranu revolucionářů a žádá pověšení Sergiuse v Petrohradu. Dav ho zlynčuje, jeho muže zastřelí a on sám je nucen nastoupit znovu do vlaku. Když se všichni opijí a usnou, Natálie jde do strojovny, kde padne generálovi do náruče. Byla to záminka, aby ho mohla vysvobodit. Vrátí mu perlový náhrdelník, aby se měl jak dostat z Ruska, a žádá ho, aby vyskočil z vlaku. Sergius Alexander z rychle jedoucího vlaku vyskočí a chvilku na to vidí, jak celá vlaková souprava padá do promrzlé řeky a mizí pod její hladinou i s milovanou Natálií.
Děj filmu se vrací zpět do filmového ateliéru v Los Angeles. Z vrchního velitele armády je komparzista. Režisér filmu při setkání s deprimovaným Sergiusem poznává bývalého armádního generála. Podává pokyny pro filmovou scénu, ve které má Sergius potrestat jednoho rebelujícího vojáka. Generál se do bojové scény vžije natolik, že se mu před zrakem míchají obrazy z reálného natáčení se vzpomínkami na revoluci. Vášeň s jakou hraje a předvádí svůj výkon bere dech všem přítomným. Nakonec umírá přímo na scéně v kostýmu generála carské armády. Ještě se zeptá režiséra, zdali vyhráli. Ten odpoví, že ano. Asistent režie po skonání Sergiuse Alexandera dodá, že „to byl velký herec“. Leo Andrejev výrok doplní: „Byl více, než jen dobrým hercem. Byl to velký muž.“

## Obsazení
| Emil Jannings  | generál Sergius Alexander |
| Evelyn Brent   | Natálie Dabrova           |
| William Powell | Leo Andrejev              |
| Jack Raymond   | asistent režiséra         |

## Zajímavosti
Film je inspirován příběhem bývalého generála Theodora A. Lodijenského (Theodora Lodiho, 1876–1947), který působil ve službách cara Mikuláše II. a opustil Rusko po revoluci v roce 1917. V Hollywoodu občas pracoval u filmu jako součást komparzu.
Jannings natočil ve Státech pět filmů. Poslední komando (nebo též Poslední rozkaz) je jediný, který se zachoval celý dodnes.

## Ocenění

### Oscar
- Nejlepší herec – Emil Jannings (cena)
- Nejlepší námět – Lajos Biró (nominace)